# Стэйси Сильвер
Стэйси Сильвер (англ. Stacy Silver), настоящее имя Дана Мандатова (чеш. Dana Mandátová; 7 июня 1981 год, Брно, Чехия) — чешская порноактриса. Изначально снималась в рекламе. Снялась более чем в 130 фильмах, иногда режиссирует их.
Стейси имеет тату на правом бицепсе и пупке, а также пирсинг в языке.

## Избранная фильмография
Как исполнительница
- Christophe’s Beautiful Girls 7, Evil Angel Video
- Millionaire 1, Private
- Pickup Babes 5, Odyssey Group Video
- Rocco’s Reverse Gang Bang 1, Evil Angel Video
- Silvia Saint Revealed, Metro Home Video
- Sport Fucking 2, Red Light District

Как режиссёр
- Dirty Lesbian Pleasures, Metro Home Video
- Planet Silver 1, Fusxion
- Planet Silver 2, Fusxion
- Pussy Eaters, Metro Home Video

## Номинации и награды
| Год  | Церемония   | Категория                                        | Работа                                                                    | Результат |
| ---- | ----------- | ------------------------------------------------ | ------------------------------------------------------------------------- | --------- |
| 2003 | AVN Award   | Лучшая сексуальная сцена в зарубежной постановке | Killer Pussy 9 with Maryka, Tarzzan and Nacho Vidal                       | Номинация |
| 2003 | FICEB Ninfa | Лучшая старлетка                                 | Santitas y Diablos                                                        | Номинация |
| 2004 | AVN Award   | Лучшая иностранная исполнительница года          |                                                                           | Номинация |
| 2004 | FICEB Ninfa | Лучшая актриса                                   | Hot Property                                                              | Номинация |
| 2005 | AVN Award   | Лучшая сексуальная сцена в зарубежной постановке | Millionaire with Simony and George Uhl                                    | Номинация |
| 2006 | AVN Award   | Лучшая иностранная исполнительница года          |                                                                           | Номинация |
| 2007 | AVN Award   | Лучшая сексуальная сцена в зарубежной постановке | Sonya & Priscila with Priscila Sol, JPX, Claudio Melone, Neeo and Charlie | Номинация |
| 2007 | AVN Award   | Лучшая POV-сцена                                 | Chew on My Spew 3 вместе с Диллоном Дэем                                  | Номинация |